# Nécropole nationale de l'Égalité (Montdidier)
La nécropole nationale de l'Égalité est un cimetière militaire français de la Première Guerre mondiale situé sur le territoire de la commune de Montdidier au sud du département de la Somme.

## Localisation
La nécropole nationale est située en bordure de la route départementale 329  reliant Montdidier à Guerbigny ; elle est située entre le cimetière communal et le cimetière militaire allemand de Montdidier.

## Historique
La ville de Montdidier fut occupée par l'armée allemande du 31 août au 13 septembre 1914. Située à l'arrière du front jusque mars 1918,elle fut le théâtre d'une bataille féroce et destructrice en août 1918 lors de la offensive des Cent-Jours des Alliés qui reconquirent la ville la 10 août 1918.
La nécropole nationale de l'Égalité a été créée pendant la Grande Guerre. En 1933 et 1934, on y a transféré ici des dépouilles de corps qui avaient été inhumés ailleurs auparavant.

## Caractéristiques
La nécropole, d'une superficie de 0,28 ha, réunit les corps de 745 militaires tous inhumés dans des tombes individuelles. La plupart des soldats inhumés en ce lieu sont décédés de leurs blessures dans les hôpitaux militaires de la ville. 